# GRB 130427A

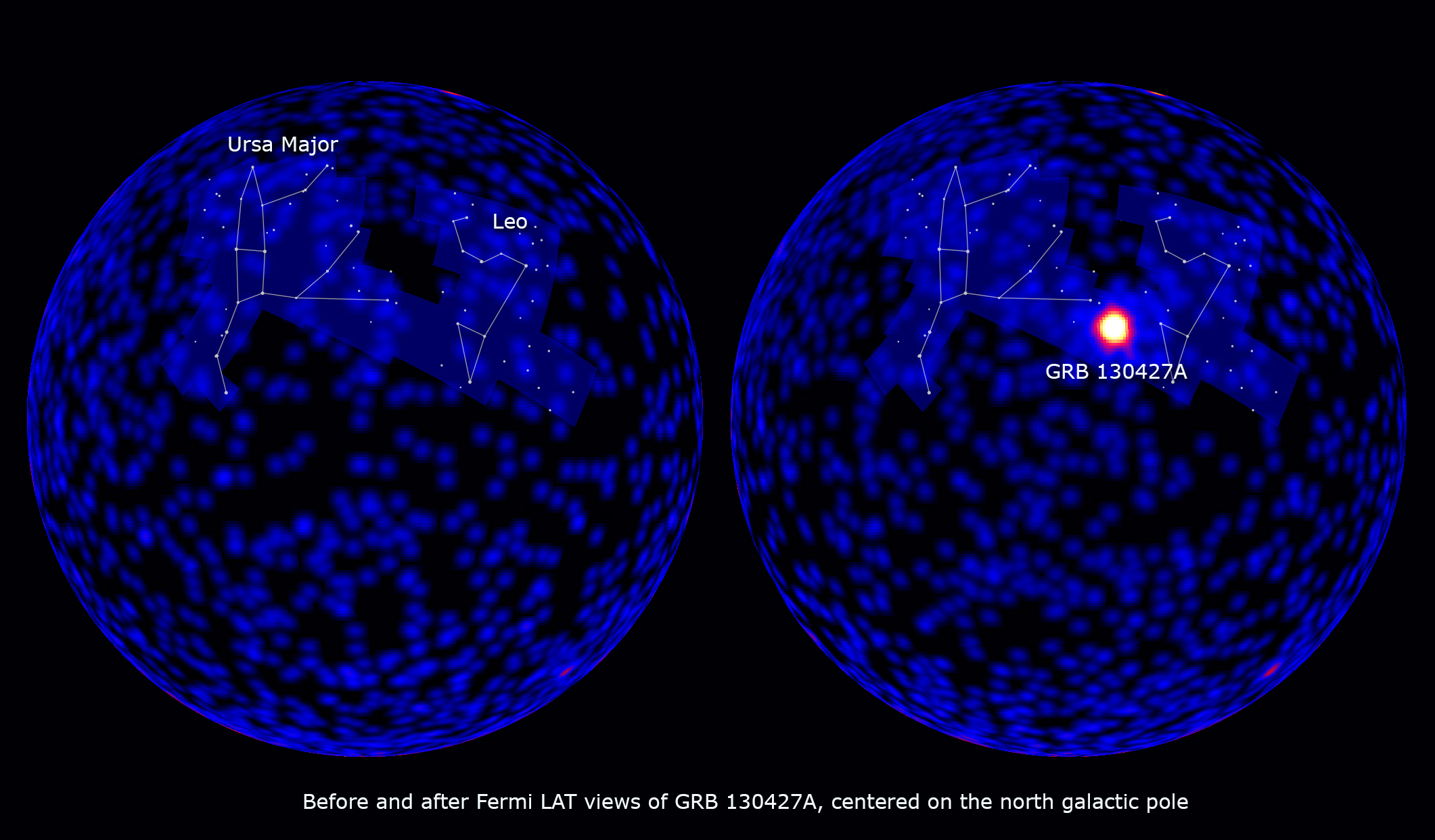
100+百万电子伏（MeV）射线探测的GRB 130427A爆发前后的图片。

GRB 130427A是由费米伽玛射线空间望远镜和雨燕卫星在2013年4月27日探测到的迄今最强的伽玛射线暴（未归算红移）。 这次伽玛射线暴位于狮子座方向，其中单个光子的最高能量至少为940亿电子伏（94 GeV），距离地球约36亿光年，是已知最近的五个伽玛射线暴之一，同时也是持续时间相对较长的一次伽玛射线暴。